# المپیا دوکاکیس
المپیا دوکاکیس (انگلیسی: Olympia Dukakis؛ زادهٔ ۲۰ ژوئن ۱۹۳۱ – درگذشتهٔ ۱ مهٔ ۲۰۲۱) یک هنرپیشه اهل ایالات متحده آمریکا بود.
وی از سال ۱۹۶۲ میلادی مشغول فعالیت بود.

## مرگ
دوکاکیس پس از یک دوره بیماری که در بیمارستان تحت مراقبت قرار داشت، در تاریخ ۱ مه ۲۰۲۱، در سن ۸۹ سالگی در خانه خود در اثر کهولت سن در منهتن درگذشت.

## گزیده فیلم‌شناسی
از فیلم‌ها یا برنامه‌های تلویزیونی که وی در آن نقش داشته‌است می‌توان به آثار زیر اشاره کرد.
- لیلیت (فیلم) (۱۹۶۴)
- جان و ماری (فیلم) (۱۹۶۹)
- خواهران (فیلم ۱۹۷۳) (۱۹۷۳)
- آرزوی مرگ (فیلم ۱۹۷۴) (۱۹۷۴)
- ماه‌زده (۱۹۸۷)
- دختر شاغل (۱۹۸۸)
- ببین کی داره حرف می‌زنه (۱۹۸۹)
- ماگنولیاهای فولادی (۱۹۸۹)
- پدر (فیلم ۱۹۸۹) (۱۹۸۹)
- در روح (۱۹۹۰)
- ببین دیگه کی داره حرف می‌زنه (۱۹۹۰)
- ببین حالا کی حرف می‌زنه (۱۹۹۳)
- باشگاه گورستان (۱۹۹۳)
- سلاح عریان سی و سه و یک‌سوم: آخرین اهانت (۱۹۹۴)
- من عاشق دردسرم (فیلم ۱۹۹۴) (۱۹۹۴)
- آفرودیت توانا (۱۹۹۵)
- قطعه موسیقی آقای هولاند (۱۹۹۵)
- همه‌چیزتمام (۱۹۹۷)
- مافیا! (۱۹۹۸)
- پیتر مسترسن (۲۰۰۵)
- ۳ سوزن (۲۰۰۵)
- دور از او (۲۰۰۶)
- رگبار (فیلم ۲۰۱۱) (۲۰۱۱)
- یک بازی کوچک (۲۰۱۴)
- نفوذی (فیلم ۲۰۱۶) (۲۰۱۶)
- در جستجوی فردا (۱۹۵۱)
- دکتر کیلدر (۱۹۶۲)
- ایکوالایزر (مجموعه تلویزیونی) (۱۹۸۶)
- سیمپسون‌ها (۲۰۰۲)
- فریژر (۲۰۰۲)
- در سرزمین زنان (۲۰۰۷)
- عالی جدید و شگفت‌انگیز (۲۰۲۵)
- در حد مرگ کسل‌شده (۲۰۱۰–۲۰۱۱)

## جوایز
وی برنده جوایزی همچون جایزه اسکار بهترین بازیگر نقش مکمل زن و جایزه گلدن گلوب بهترین بازیگر نقش مکمل زن شده‌است.